# Older (album)
Older – album George’a Michaela z 1996 roku.
W Polsce nagrania uzyskały status platynowej płyty. Album został zadedykowany zmarłemu chłopakowi George’a Anselmo Feleppie.

## Lista utworów
1. Jesus to a Child – 6:50
2. Fastlove – 5:24
3. Older – 5:33
4. Spinning the Wheel – 6:21
5. It Doesn’t Really Matter – 4:50
6. The Strangest Thing – 6:01
7. To Be Forgiven – 5:21
8. Move On – 4:45
9. Star People – 5:16
10. You Have Been Loved – 5:31
11. "Free" – 3:00

## Notowania
| Kraj/Region | Pozycja | Status | Sprzedaż |
| ----------- | ------- | ------ | -------- |
| Węgry       | 1       |        |          |